# Мережко Віктор Іванович
Віктор Іванович Мережко (рос. Виктор Иванович Мережко; 28 липня 1937, хутір Ольгенфельд (тепер селище Южний Азовського району), Ростовська область, Російська РФСР — 30 січня 2022) — російський кінодраматург, лауреат Державної премії СРСР (1987), Заслужений діяч мистецтв РРФСР (1988), Народний артист Російської Федерації (2014). Підтримав війну Росії проти України, фігурант бази даних центру «Миротворець».

## Життєпис
1952 року разом з родиною переїхав на батьківщину батька у село Руська Поляна під Черкасами. Вивчив українську мову і закінчив українську школу. Намагався вступити до Київського політехнічного інституту на факультет кіноінженерів, але не витримав вступних іспитів. Поїхав до Львова, де поступив і закінчив Український поліграфічний інститут (1961). У 1968 закінчив Всесоюзний державний інститут кінематографії.
За сценаріями Віктора Мережка було знято п'ятдесят фільмів та дванадцять мультфільмів. Автор сценаріїв кінокартин: «Здрастуй і прощай!», «На вас чекає громадянка Никанорова», «Трясовина», «Рідня» та ін. За його сценаріями в Україні створено фільми: «Сліпий дощ» (1969, т/ф), «Тигри на льоду» (1971), «Польоти уві сні та наяву» (1982), «Якщо можеш, прости…» (1984), «Самотня жінка бажає познайомитись» (1987). Грав Філіпича у стрічці «Якщо є вітрила» (1969).
У 2014 році Віктор Мережко зайняв проросійську позицію та підтримав окупацію Криму Росією. У липні 2017 року Служба безпеки України заборонила йому в'їзд до країни.
30 січня 2022 року у віці 84 років Віктор Мережко пішов з життя.

## Громадянська позиція
Після анексії Криму заявляв, що «український народ за 3—4 місяці з'їхав з глузду», а «Україна наче зомбована чи на неї зійшла Божа кара», саму анексію при цьому називав «потужною, блискуче проведеною операцією, яка увійде у світові підручники історії», а сам Крим «споконвічною російською територією».
Фігурант бази даних центру «Миротворець» як особа, яка незаконно відвідувала окупований Росією Крим, свідомо порушуючи державний кордон України.